# Cathegesis vinitincta
Cathegesis vinitincta är en fjärilsart som beskrevs av Walsingham 1910. Cathegesis vinitincta ingår i släktet Cathegesis och familjen stävmalar. Inga underarter finns listade i Catalogue of Life.